# Ioannis Kolettis
Ioannis Kolettis (Giannina, 1774 – Atene, 17 settembre 1847) è stato un patriota e politico greco, Primo ministro della Grecia dal 12 giugno 1834 al 1º giugno 1835.

## Biografia
Proveniente da un'agiata famiglia di origine arumena, fu inviato a studiare medicina all'Università di Pisa; una volta tornato in patria, divenne medico alla corte del pascià di Giannina. Aderente, dal 1821, all'Eteria, la società patriottica segreta che voleva l'indipendenza della Grecia dall'Impero ottomano, Kolettis entrò nel dicembre dello stesso anno, come rappresentante dell'Epiro, nell'Assemblea nazionale greca di Epidauro, la quale il 1º gennaio 1822, proclamò l'indipendenza della Grecia ed emanò una prima Costituzione. Il primo governo provvisorio andò al conte Giovanni Capodistria, di cui Kolettis fu segretario di Stato; quando tuttavia questi fu assassinato, per motivi personali, il 9 ottobre 1831, i suoi contrasti con il patriota greco Theodoros Kolokotronis portarono ad una breve guerra civile, durata due anni (1832 - 1833). Ciò indusse le grandi potenze (Francia, Inghilterra, Russia) a rendere la Grecia un regno sotto un dinasta straniero: la scelta cadde sul principe ereditario di Baviera, Ottone di Baviera.
All'instaurazione del primo governo monarchico, il 6 febbraio 1833, guidato da Spiridon Trikoupis, Kolettis divenne ministro della Marina; quando poi il ministero cadde, il 12 giugno di quell'anno, re Ottone scelse proprio lui per formare un nuovo governo, cui toccò l'onore di trasferire la capitale del nuovo Regno da Nauplia ad Atene, proclamata capitale il 18 settembre 1834. Il governo Kolettis però durò poco meno di un anno, visto che fu licenziato il 1º giugno 1835, quando, entrato in maggiore età, re Ottone nominò primo ministro il suo consigliere bavarese, Josef Ludwig von Armanspreg. Successivamente, Kolettis fu nominato ambasciatore a Parigi. Capo del partito filo - francese dal 1844, alla caduta del governo di Alessandro Maurocordato, anglofilo, avvenuta il 18 agosto di quell'anno, divenne per la seconda volta primo ministro: politicamente legato alla Francia, il nuovo esecutivo represse duramente i vecchi combattenti della Guerra d'indipendenza greca, ritenuti contrari agli interessi delle potenze "protettrici" del Regno di Grecia. Mantenne il potere fino alla sua morte, avvenuta ad Atene il 17 settembre 1847.